# Bobsleigh nos Jogos Olímpicos de Inverno de 2006 - Duplas masculinas
A competição de duplas masculinas de bobsleigh nos Jogos Olímpicos de Inverno de 2006 foi disputado no dia 19 de fevereiro.

## Medalhistas
| Ouro   | GER André Lange e Kevin Kuske        |
| Prata  | CAN Pierre Lueders e Lascelles Brown |
| Bronze | SUI Martin Annen e Beat Hefti        |

## Resultados
| Pos | Equipe                 | Total   | Total  | Nº | 1ª corrida | 1ª corrida | 1ª corrida | 2ª corrida | 2ª corrida | 2ª corrida | 3ª corrida | 3ª corrida | 3ª corrida | 4ª corrida | 4ª corrida | 4ª corrida | Piloto            | 2ª atleta             |
| Pos | Equipe                 | Tempo   | Dif    | Nº | Tempo      | P          | Dif        | Tempo      | P          | Dif        | Tempo      | P          | Dif        | Tempo      | P          | Dif        | Piloto            | 2ª atleta             |
| --- | ---------------------- | ------- | ------ | -- | ---------- | ---------- | ---------- | ---------- | ---------- | ---------- | ---------- | ---------- | ---------- | ---------- | ---------- | ---------- | ----------------- | --------------------- |
|     | GER Alemanha I         | 3:43.38 |        | 4  | 55.28s     | 1          |            | 55.73s     | 4          | +0.23s     | 56.01s     | 1          |            | 56.36s     | 2          | +0.02s     | Andre Lange       | Kevin Kuske           |
|     | CAN Canadá I           | 3:43.59 | +0.21s | 6  | 55.57s     | 5          | +0.29s     | 55.50s     | 1          |            | 56.11s     | 2          | +0.10s     | 56.41s     | 3          | +0.07s     | Pierre Lueders    | Lascelles Brown       |
|     | SUI Suíça I            | 3:43.73 | +0.35s | 1  | 55.54s     | 2          | +0.26s     | 55.67s     | 2          | +0.17s     | 56.18s     | 5          | +0.17s     | 56.34s     | 1          |            | Martin Annen      | Beat Hefti            |
| 4   | RUS Rússia I           | 3:44.00 | +0.62s | 3  | 55.54s     | 2          | +0.26s     | 55.85s     | 9          | +0.35s     | 56.12s     | 3          | +0.11s     | 56.49s     | 4          | +0.15s     | Alexandre Zoubkov | Alexey Voevoda        |
| 5   | GER Alemanha II        | 3:44.25 | +0.87s | 8  | 55.56s     | 4          | +0.28s     | 55.82s     | 6          | +0.32s     | 56.24s     | 6          | +0.23s     | 56.63s     | 5          | +0.29s     | Matthias Hoepfner | Marc Kuehne           |
| 6   | LAT Letônia I          | 3:44.63 | +1.25s | 9  | 55.94s     | 10         | +0.66s     | 55.84s     | 7          | +0.34s     | 56.16s     | 4          | +0.15s     | 56.69s     | 6          | +0.35s     | Janis Minins      | Daumants Dreishkens   |
| 7   | USA Estados Unidos I   | 3:44.72 | +1.34s | 7  | 55.81s     | 7          | +0.53s     | 55.72s     | 3          | +0.22s     | 56.31s     | 7          | +0.30s     | 56.88s     | 7          | +0.54s     | Todd Hays         | Pavle Jovanovic       |
| 8   | SUI Suíça II           | 3:44.86 | +1.48s | 5  | 55.85s     | 8          | +0.57s     | 55.74s     | 5          | +0.24s     | 56.37s     | 8          | +0.36s     | 56.90s     | 8          | +0.56s     | Ivo Rueegg        | Cedric Grand          |
| 9   | ITA Itália I           | 3:45.15 | +1.77s | 2  | 55.78s     | 6          | +0.50s     | 55.99s     | 13         | +0.49s     | 56.43s     | 9          | +0.42s     | 56.95s     | 11         | +0.61s     | Simone Bertazzo   | Matteo Torchio        |
| 10  | AUT Áustria I          | 3:45.33 | +1.95s | 10 | 55.92s     | 9          | +0.64s     | 55.94s     | 11         | +0.44s     | 56.57s     | 10         | +0.56s     | 56.90s     | 8          | +0.56s     | Wolfgang Stampfer | Klaus Seelos          |
| 11  | CAN Canadá II          | 3:45.67 | +2.29s | 11 | 56.13s     | 12         | +0.85s     | 55.92s     | 10         | +0.42s     | 56.69s     | 12         | +0.68s     | 56.93s     | 10         | +0.59s     | Serge Despres     | David Bissett         |
| 12  | MCO Mônaco I           | 3:46.09 | +2.71s | 25 | 56.21s     | 14         | +0.93s     | 56.13s     | 15         | +0.63s     | 56.67s     | 11         | +0.66s     | 57.08s     | 13         | +0.74s     | Patrice Servelle  | Jeremy Bottin         |
| 13  | ITA Itália II          | 3:46.11 | +2.73s | 14 | 56.06s     | 11         | +0.78s     | 56.02s     | 14         | +0.52s     | 56.93s     | 13         | +0.92s     | 57.10s     | 15         | +0.76s     | Fabrizio Tosini   | Samuele Romanini      |
| 14  | USA Estados Unidos II  | 3:46.21 | +2.83s | 17 | 56.16s     | 13         | +0.88s     | 55.96s     | 12         | +0.46s     | 57.05s     | 17         | +1.04s     | 57.04s     | 12         | +0.70s     | Steven Holcomb    | Bill Schuffenhauer    |
| 15  | GBR Grã-Bretanha I     | 3:46.34 | +2.96s | 12 | 56.22s     | 15         | +0.94s     | 55.84s     | 7          | +0.34s     | 57.20s     | 21         | +1.19s     | 57.08s     | 13         | +0.74s     | Lee Johnston      | Dan Humphries         |
| 16  | CZE República Checa I  | 3:46.75 | +3.37s | 19 | 56.40s     | 18         | +1.12s     | 56.24s     | 17         | +0.74s     | 56.99s     | 16         | +0.98s     | 57.12s     | 16         | +0.78s     | Ivo Danilevic     | Roman Gomola          |
| 17  | AUT Áustria II         | 3:47.27 | +3.89s | 15 | 56.29s     | 16         | +1.01s     | 56.22s     | 16         | +0.72s     | 57.07s     | 19         | +1.06s     | 57.69s     | 19         | +1.35s     | Juergen Loacker   | Gerhard Koehler       |
| 18  | RUS Rússia II          | 3:47.33 | +3.95s | 16 | 56.56s     | 20         | +1.28s     | 56.50s     | 19         | +1.00s     | 56.98s     | 15         | +0.97s     | 57.29s     | 18         | +0.95s     | Evgeny Popov      | Roman Oreshnikov      |
| 19  | NED Países Baixos I    | 3:47.36 | +3.98s | 18 | 56.70s     | 22         | +1.42s     | 56.54s     | 20         | +1.04s     | 56.95s     | 14         | +0.94s     | 57.17s     | 17         | +0.83s     | Arend Glas        | Sybren Jansma         |
| 20  | LAT Letônia II         | 3:47.51 | +4.13s | 13 | 56.37s     | 17         | +1.09s     | 56.36s     | 18         | +0.86s     | 57.05s     | 17         | +1.04s     | 57.73s     | 20         | +1.39s     | Gatis Guts        | Intars Dicmanis       |
| 21  | FRA França I           | 2:50.35 |        | 20 | 56.49s     | 19         | +1.21s     | 56.75s     | 22         | +1.25s     | 57.11s     | 20         | +1.10s     |            |            |            | Bruno Mingeon     | Stephane Galbert      |
| 22  | AUS Austrália I        | 2:50.58 |        | 22 | 56.77s     | 23         | +1.49s     | 56.59s     | 21         | +1.09s     | 57.22s     | 22         | +1.21s     |            |            |            | Jeremy Rolleston  | Shane Mckenzie        |
| 23  | NZL Nova Zelândia I    | 2:50.86 |        | 27 | 56.61s     | 21         | +1.33s     | 56.79s     | 23         | +1.29s     | 57.46s     | 23         | +1.45s     |            |            |            | Alan Henderson    | Matthew Dallow        |
| 24  | ROU Romênia I          | 2:51.37 |        | 21 | 56.82s     | 25         | +1.54s     | 56.90s     | 24         | +1.40s     | 57.65s     | 25         | +1.64s     |            |            |            | Nicolae Istrate   | Adrian Duminicel      |
| 25  | SVK Eslováquia I       | 2:51.74 |        | 29 | 56.81s     | 24         | +1.53s     | 57.12s     | 27         | +1.62s     | 57.81s     | 26         | +1.80s     |            |            |            | Milan Jagnesak    | Viktor Rajek          |
| 26  | ROU Romênia II         | 2:51.94 |        | 26 | 57.22s     | 27         | +1.94s     | 57.09s     | 26         | +1.59s     | 57.63s     | 24         | +1.62s     |            |            |            | Mihai Iliescu     | Levente Andrei Bartha |
| 27  | JPN Japão I            | 2:52.19 |        | 23 | 57.27s     | 29         | +1.99s     | 57.02s     | 25         | +1.52s     | 57.90s     | 27         | +1.89s     |            |            |            | Suguru Kiyokawa   | Ryuichi Kobayashi     |
| 28  | CZE República Checa II | 2:52.70 |        | 24 | 56.93s     | 26         | +1.65s     | 57.49s     | 29         | +1.99s     | 58.28s     | 28         | +2.27s     |            |            |            | Milos Vesely      | Jan Kobian            |
| 29  | HUN Hungria I          | 2:53.01 |        | 28 | 57.25s     | 28         | +1.97s     | 57.36s     | 28         | +1.86s     | 58.40s     | 29         | +2.39s     |            |            |            | Marton Gyulai     | Bertalan Pinter       |

Legenda
| Recorde mundial      | Recorde mundial (World record)               |                       | Recorde africano                      | Recorde africano (African) |                                           | Q | Classificado por posição (Qualified) |
| Recorde olímpico     | Recorde olímpico (Olympic record)            | Recorde da América    | Recorde da América (Americas)         | q                          | Classificado por melhor tempo (Qualified) |   |                                      |
| Melhor marca do ano  | Melhor marca do ano (World leading)          | Recorde asiático      | Recorde asiático (Asian)              | DNS                        | Não largou (Did not start)                |   |                                      |
| Recorde nacional     | Recorde nacional (National record)           | Recorde europeu       | Recorde europeu (European)            | DNF                        | Não terminou (Did not finish)             |   |                                      |
| Recorde pessoal      | Recorde pessoal do atleta (Personal best)    | Recorde da Oceania    | Recorde da Oceania (Oceania)          | DSQ / DQ                   | Desclassificado (Disqualified)            |   |                                      |
| Recorde da temporada | Recorde da temporada do atleta (Season best) | Recorde sul-americano | Recorde sul-americano (South America) | NM                         | Sem marca (No mark)                       |   |                                      |